# كريمثينك
الكريمثينك جماعة أناركية لامركزية مستقلة، ظهرت في منتصف التسعينيات كمجموعة من المتشددين داخل أتباع الحركة الأناركية في بداية الأمر، وبدأت العمل الجماعي المنظم عام 1996. نشرت الجماعة منذ ذلك الوقت مقالات وكتب وملصقات عن مبادئ الفلسفة الأناركية.
نشرت خلايا من جماعة الكريمثينك كتبًا ومقالات، ونظمت حملات ضد العولمة والرأسمالية ونظام الديمقراطية التمثيلية لصالح التنظيم التقليدي للمجتمع، في حين قامت خلايا أخرى منشقة عن الجماعة الأصلية وأقل شهرة منها ببعض النشاطات الميدانية المباشرة مثل الحرق والتخريب وأعمال الشغب. لفتت جماعة الكريمثنيك أنظار وسائل الإعلام وأثارت اهتمام الأوساط الأكاديمية، وتعرضت لنقد من بعض مُنظري الحركة الأناركية نفسها والترحيب والدعم من بعضهم الآخر.

## نشاطات الجماعة
شاركت خلايا من جماعة الكريمثينك في أنشطة بعض الفرق الموسيقية وتجولت معها، ففي عام 2002، نظمت إحدى الخلايا مهرجان أفلام وورشات عمل في واشنطن، في حين شاركت خلايا أخرى في الحملات المعارضة للانتخابات الرئاسية والتشريعية، وهاجم بعض أفرادها مواقع اللجنة الوطنية للحزب الجمهوري، وأماكن حملات إعادة انتخاب الرئيس الأمريكي جورج دبليو بوش عام 2004. أثارت هذه الأعمال اهتمام وسائل الإعلام، ولفتت نظر الرأي العام إلى هذه الحركة وأفكارها. وفي عام 2010، عملت العديد من خلايا الكريمثينك مع ناشطين آخرين معادين للرأسمالية لإطلاق مبادرة احتجاجية في يوم الضرائب الأمريكي.

### المنشورات
اعتُبر النشاط الإعلامي هو الوظيفة الأساسية للجماعة، ومن بين منشوراتها الأكثر شهرة كتب: أيام الحرب، ليالي الحب، توقع المقاومة، التهرب، وصفات للكوارث، منشورات لتغيير كل شيء، القتال من أجل حياتنا والتي تزعم الجماعة أنها طبعت منها 600 ألف نسخة حتى الآن. تدير الجماعة أو أفراد منها مجموعة من مواقع الويب وصفحات التواصل الاجتماعي؛ تروج هذه المواقع لأفكار الجماعة وأنشطتها المختلفة. بدأت الجماعة أيضًا في عام 2005 نشر مجلة نصف سنوية؛ أثارت هذه المجلة اهتمامًا واسعًا واعتُبرت بمثابة المجلة الرسمية للجماعة والمعبر عن الفكر الأناركي، وأنتجت الجماعة أيضًا عددًا من الأفلام الوثائقية من أشهرها: «مكافحة التجارة الحرة».

### المؤتمرات والتجمعات
استضافت الجماعة عدة مؤتمرات أو تجمعات عامة منذ صيف عام 2002. تضمنت هذه المؤتمرات عروضًا مسرحية وموسيقية وورشات عمل ولقاءات بين الأفراد المشاركين، وقد جذبت رحلات التخييم التي كانت تستمر عدة أيام اهتمام الصحف ووسائل الإعلام. بدأت الجماعة أيضًا بتنظيم العديد من التجمعات الجماهيرية في الشوراع العامة، وشهد التجمع الذي نُظم في أوهايو عام 2007، حفلة في الشوارع وأعمال شغب، ما أدى إلى عدد من الاعتقالات في صفوف المجتمعين، تميزت هذه التجمعات بأنها كانت تشترط أن يساهم جميع الحاضرين بشيء ما خلال التجمع كالطعام أو المعدات أو المنشورات أو العروض المسرحية والغنائية.
وصف ماثيو باور صحفي مجلة هاربر تجمع عام 2006 في مينيسوتا على النحو التالي:
تجمع عدة مئات من الشباب الأناركيين من جميع أنحاء البلاد هناك لحضور هذا الحدث السنوي المعروف بتجمع الكريمثينك. توزع هؤلاء الشباب في مجموعات صغيرة، وتضمن التجمع الذي استمر لعدة أيام ندوات وورشات عمل ومناقشات نُظمت بشكل ذاتي. كان النقاش يدور حول مواضيع مختلفة بدءًا من النظريات المصرفية للفيلسوف بيير جوزيف برودون في القرن التاسع عشر، إلى التدريب العملي في شتى المجالات. لقد انضم أتباع  الكريمثنيك للتجمع لأنهم أرادوا أن يعيشوا حياتهم كنوع من الحل، ولأنهم لم يعتبروا الثورة منتجًا نهائيًا بل عملية مستمرة. لم يرغبوا فقط في تدمير النظام الرأسمالي بل في خلق نظام أفضل مكانه.

## فلسفة الجماعة
ليس لجماعة الكريمثنيك أي أيديولوجية أو فلسفة نظرية أو أسلوب حياة عام، بل يمكن القول إنّ فكر الجماعة هو وسيلة لتحدي جميع الأيديولوجيات وأنماط الحياة الأخرى.
تمثل جماعة الكريمثنيك رابطة لمجموعة متنوعة من وجهات النظر السياسية التي تناقش أهم الأفكار وأشيعها، والفكرة العامة أنه لا يوجد منهج أو أيديولوجية باستثناء أوجه التشابه بين معتقدات وأهداف الأفراد الذين يختارون المشاركة في الجماعة، والتي تُعتبر وسيلة لبناء شبكات فعالة للدعم والتواصل داخل الحركة الأناركية، ولهذا يمكن لأي شخص النشر تحت اسم الجماعة أو إنشاء ملصقات مستخدمًا شعارها، لأن كل فرد أو مجموعة من الأفراد تعمل بشكل مستقل. عارضت الحركة الأناركية الحكومة والنظام الرأسمالي، ونادى بعض أفرادها أحيانًا بالتمرد العنيف ضد الدولة، ورفض العمل، والإضراب، والاحتجاجات العامة.

## قراءة معمقة
- Anu Bonobo (Summer 2008). "CrimethIncs Overflowing Cup of Anarchist Elixir". Fifth Estate. ع. 378. مؤرشف من الأصل في 2019-06-23. اطلع عليه بتاريخ 2015-11-30.
- Fred Goodsell (24 سبتمبر 2008). "Rolling Thunder #5". Last Hours. مؤرشف من الأصل في 2012-02-17.